# Hành trình thứ hai của tàu HMS Beagle

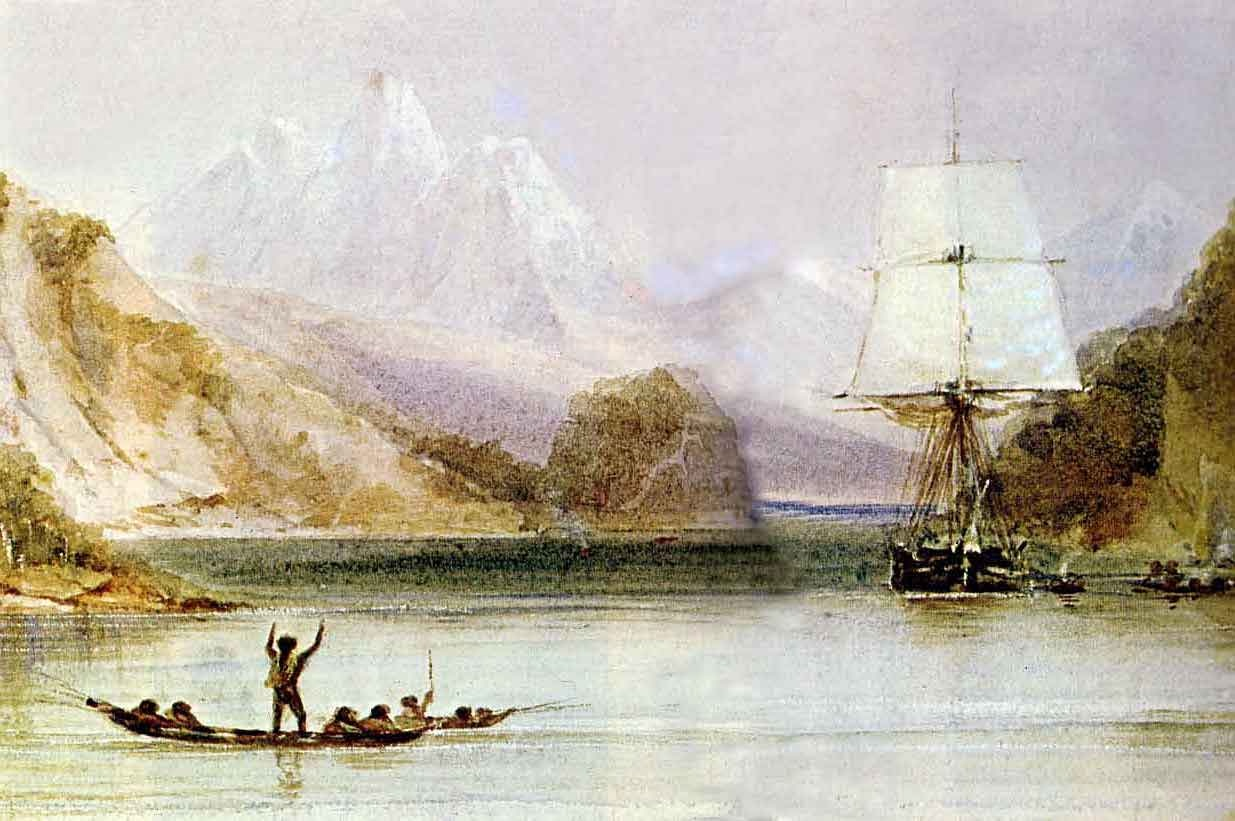
Con tàu Beagle neo đậu tại Tierra del Fuego vào năm 1832; tác phẩm của phác họa gia Conrad Martens.

Hành trình thứ hai của tàu HMS Beagle (ngày 27 tháng 12 năm 1831 - ngày 2 tháng 10 năm 1836) là chuyến thám hiểm thứ hai của con tàu HMS ''Beagle'' chỉ huy bởi thuyền trưởng Robert FitzRoy, người tiếp quản con tàu sau khi cựu thuyền trưởng của con tàu là Pringle Stokes tự sát. FitzRoy đã cân nhắc về việc chiêu mộ thêm một chuyên gia địa chất học và một nhà tự nhiên học đồng hành cùng. Sinh viên trẻ đã tốt nghiệp tên Charles Darwin 22 tuổi khao khát được tận mắt chứng kiến vùng nhiệt đới trước khi cậu trở thành một mục xư và chộp lấy cơ hội này. Darwin bị ảnh hưởng rất lớn bởi cuốn Principles of Geology của ngài Charles Lyell trong suốt chuyến hành trình. Vào cuối cuộc thám hiểm, Darwin đã thành danh với tư cách là một nhà địa chất học và nhà sưu tầm hóa thạch sau khi cuốn nhật ký The Voyage of the Beagle được xuất bản.
Beagle vượt qua Đại Tây Dương, và sau đó thực hiện các cuộc khảo sát thủy văn kĩ lưỡng xung quanh đường bờ biển phía Nam của Nam Mỹ, ghé thăm Tahiti và Úc sau khi đi vòng quanh Trái đất. Cuộc thám hiểm ban đầu được lên kế hoạch kéo dài 2 năm, nhưng cuối cùng lại thành ra 5 năm.
Darwin dành phần lớn thời gian khám phá trên cạn: 3 năm và 3 tháng trên đất liền, 18 tháng trên biển.[1] Đầu hành trình, ông quyết định sẽ viết một cuốn sách về địa chất, và bộc lộ tài năng suy đoán xuất sắc. Tại Punta Alta, ông đã phát hiện nhiều mẫu hóa thạch thú có vú khổng lồ đã tuyệt chủng, những loài này vẫn chỉ được biết đến từ rất ít mẫu vật. Ông đã thu thập nhiều loại thực vật và động vật rồi quan sát chúng thật tường tận. Kết quả của những quan sát này làm lung lay niềm tin của ông rằng muôn loài trên thế giới đã cố định, cung cấp cơ sở cho những ý tưởng sau này khi ông quay trở lại Anh, và cùng dẫn đến lý thuyết tiến hóa bằng con đường chọn lọc tự nhiên.

## Mục đích của cuộc thám hiểm

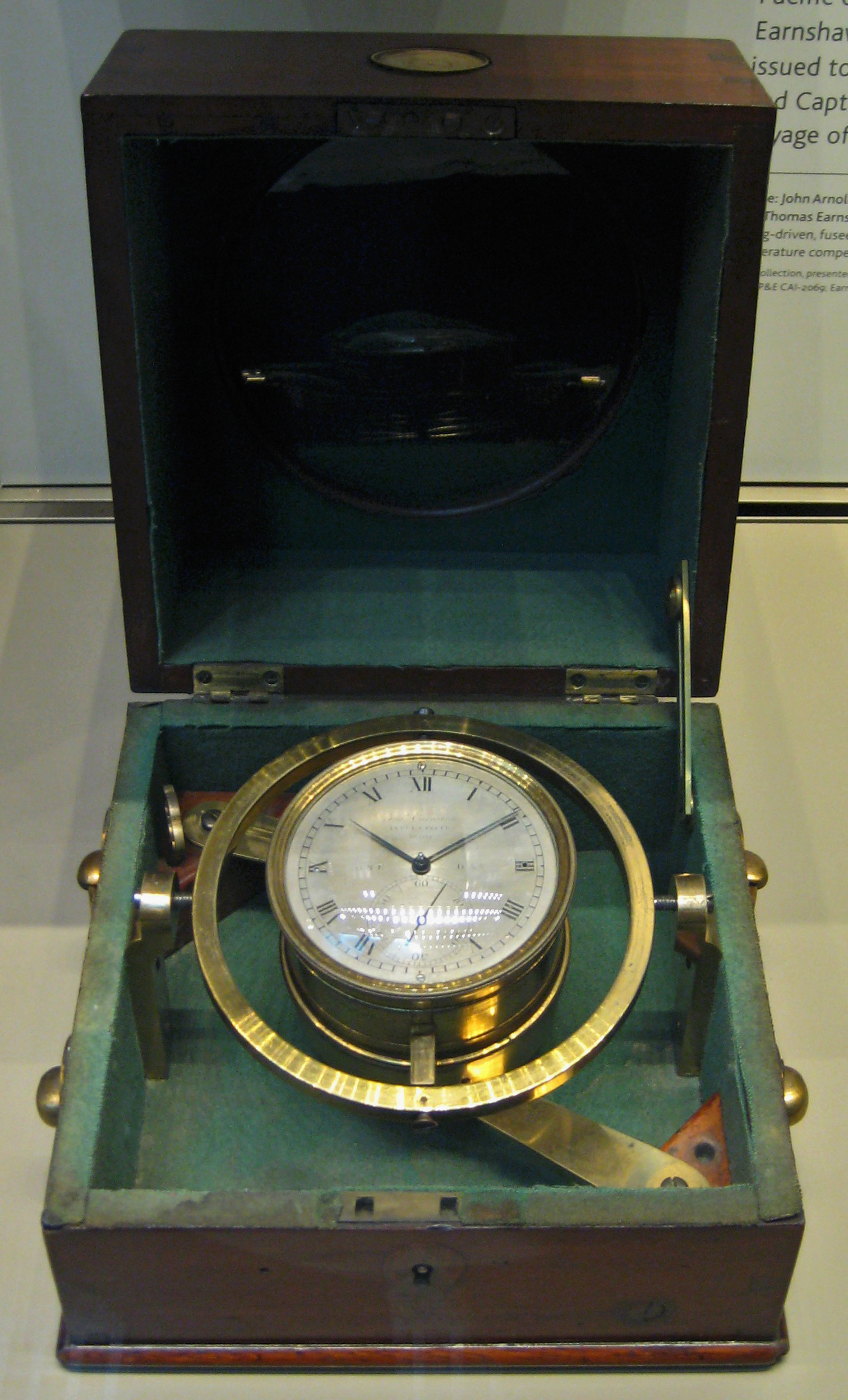
Đồng hồ hàng hải tàu HMS Beagle

Mục đích chính của đoàn thám hiểm là để tiến hành một cuộc khảo sát thủy văn của vùng bờ biển phía nam của Nam Mỹ để tiếp nối và điều chỉnh công tác điều tra trước đó, để lập ra bảng xếp hạng hải lý cung cấp thông tin định hướng và độ sâu nước biển cho hải quân và thương mại.
Một bản ghi điều khoản của ban lãnh đạo hải quân sắp đặt các chỉ thị chi tiết. Đòi hỏi đầu tiên là phải giải quyết những bất đồng trong các cuộc đo đạc trước đó về kinh độ của Rio de Janeiro, đó là điều cần thiết vì là điểm cơ sở cho các khoảng cách kinh tuyến. Các đồng hồ hàng hải chính xác cần thiết để xác định kinh độ đã chỉ có thể có được kể từ năm 1800; Beagle có cả 22 đồng hồ hàng hải cho phép điều chỉnh. Tàu phải dừng lại tại các điểm quy định bốn ngày để đánh giá các đồng hồ hàng hải và kiểm tra chúng bằng cách quan sát thiên văn: đó là điều cần thiết để có những quan sát tại Porto Praya và Fernando de Noronha để hiệu chỉnh các cuộc đo đạc trước đó của Owen và Foster. Điều quan trọng để khảo sát phạm vi quần đảo rạn san hô Abrolhos, hiển thị không đúng trong cuộc khảo sát của Roussin, sau đó tiến tới Rio de Janeiro để quyết định kinh độ chính xác của đảo Villegagnon.
Công việc thực tế của cuộc khảo sát là khởi đầu từ phía nam của Río de la Plata, với các chuyến đi tới Montevideo rồi trở về để bù đấp nhừn tiêu thụ. Có những ưu tiên phải thực hiện bao gồm khảo sát Tierra del Fuego và tới các cảng ở quần đảo Falkland. Các bờ biển phía tây sau đó phải được khảo sát từ nam lên bắc xa như thời gian và nguồn lực cho phép. Người chỉ huy sau đó sẽ quyết định con đường riêng của mình về phía tây: tùy theo mùa, anh ta có thể khảo sát quần đảo Galápagos. Sau đó, Beagle đi tới điểm Venus, Tahiti và vào cảng Jackson thuộc Úc, đó là những địa điểm để thử lại sự chính sác các đồng hồ hàng hải.
Những chỉ thị khác là không nên lãng phí thời gian vào các bản vẽ xây dựng; biểu đồ và sơ đồ cần có ghi chú và quan cảnh đơn giản từ biển tới bờ cho thấy chiều cao đo được của các ngọn đồi. Những ghi chép liên tục về thủy triều và điều kiện khí tượng cũng được yêu cầu. Một đề nghị bổ sung là một khảo sát địa chất một đảo san hô ở Thái Bình Dương bao gồm cả các dòng thủy triều, để điều tra sự hình thành của các rạn san hô đó.

## Bối cảnh và chuẩn bị
Chuyến thám hiểm khảo sát trước đến Nam Mỹ bao gồm 2 chiếc tàu HMS Adventure và HMS Beagle dưới sự chỉ huy chung của hạm trưởng người Úc Phillip Parker King. Trong cuộc khảo sát, thuyền trưởng của Beagle, Pringle Stokes, đã tự tử và quyền chỉ huy con tàu này đã được trao cho nhà quý tộc trẻ Robert FitzRoy, một người cháu của George FitzRoy, Công tước thứ tư của Grafton. Khi thuyền của một con tàu bị lấy bởi thổ dân Fuegians, FitzRoy đã giữ một số người của họ làm con tin. Sau khi họ trở về xưởng đóng tàu Devonport vào ngày 14 Tháng 10 năm 1830, hạm trưởng King về hưu.
FitzRoy lúc đó 26 tuổi hy vọng sẽ được chỉ huy một đoàn thám hiểm thứ hai để tiếp tục khảo sát Nam Mỹ, nhưng khi nghe nói rằng các thành viên ủy ban Hải quân không còn hỗ trợ cho cuộc thám hiểm này, ông quan tâm đến việc làm thế nào để đưa những người Fuegians, đã được dạy tiếng Anh với ý tưởng rằng họ có thể trở thành nhà truyền giáo, trở về. Ông đã thỏa thuận với một chủ tàu thương mại nhỏ đưa ông và năm người khác trở lại Nam Mỹ, nhưng người chú tử tế khi nghe chuyện này đã liên lạc với ủy ban Hải quân. Ngay sau đó FitzRoy nghe nói, ông đã được bổ nhiệm làm chỉ huy của tàu HMS Chanticleer để đi đến Tierra del Fuego, nhưng vì cần được sửa chữa nên đã được thay thế bởi Beagle. Vào ngày 27 tháng 6 năm 1831 FitzRoy được giao nhiệm vụ chỉ huy chuyến đi.

## Chuyến hành trình

Chuyến hành trình của con tàu Beagle

Charles Darwin được thông báo rằng tàu Beagle sẽ ra khơi vào cuối tháng 9 năm 1831, nhưng khâu trang bị lại ngốn thời gian hơn dự kiến. Các chỉ thị từ Văn phòng Đô đốc và Hàng hải được gửi đi vào ngày 14 tháng 11 và vào ngày 23 tháng 11, con tàu được chuyển đến cảng neo đậu và sẵn sàng hạ thủy. Những cơn gió Tây gắt gao khiến cả đoàn phải quay tàu về sau khi khởi hành vào ngày 10 và 21 tháng 12. Thủy thủ đoàn ăn mừng và uống say nhân dịp Giáng sinh khiến họ mất thêm một ngày nữa. Cuối cùng thì vào sáng ngày 27 tháng 12, tàu Beagle chính thức rời cảng Barn Pool, dưới chân núi Edgecumbe, phía tây của Plymouth Sound và bắt đầu chuyến khảo sát khoa học.

### Các đảo Đại Tây Dương
Beagle tạt qua Madeira để đề phòng lạc đường nhưng không nán lại. Vào ngày 6 tháng 1, con tàu đến được đảo Tenerife thuộc Quần đảo Canary, nhưng bị cách ly ở đó vì bấy giờ có đợt dịch tả bùng phát ở Anh. Mặc dù đã cập bến ngay cạnh thị trấn Santa Cruz, Darwin cảm thấy thất vọng cực độ vì cả đoàn không được phép đổ bộ. Sau khi điều kiện thời tiết khá lên, con tàu tiếp tục chuyến hành trình. Vào ngày 10 tháng 1, Darwin thử nghiệm một cái lưới bắt sinh vật phù du mà ông tự chế gắn đằng sau con tàu (đánh dấu lần thứ hai trong lịch sử một nhà khoa học sử dụng một cái lưới như vậy, chỉ sau John Vaughan Thompson vào năm 1816). Ngày hôm sau, ông để ý thấy số lượng rất lớn sinh vật thu thập được ở xa bờ và chép rằng "Nhiều sinh vật bậc thấp trong nấc thang của tự nhiên có dạng hình rất tinh tế và có màu sắc rất phong phú. - Nó khiến ta băn khoăn rằng tại sao vẻ đẹp to lớn nhường này lại được tạo ra chỉ vì mục đích nhỏ bé như vậy."
6 ngày sau, họ đổ bộ lần đầu tiên tại Porto Praya trên đảo núi lửa St. Jago thuộc quần đảo Cape Verde. Đây là nơi Darwin bắt đầu ghi chép cuốn nhật trình được xuất bản sau này. Ấn tượng ban đầu của ông về một hòn đảo núi lửa là một nơi hoang vắng và thiếu sức sống. Tuy vậy, sau khi đến thăm thị trấn và đi qua một thung lũng sâu thì ông lại hào hứng khi "lần đầu tiên nhìn thấy vinh quang của thảm thực vật nhiệt đới" và ông đã có "một ngày tuyệt vời" với sự mới lạ tràn ngập cả thị giác lẫn thính giác. FitzRoy dựng lều và đài quan sát trên đảo Quail để đo đạc tọa độ chính xác của quần đảo, còn Darwin thì đi thu thập các sinh vật biển và điều tra địa chất của đảo Quail; ông rất vui sướng khi tận mắt thấy những rặng san hô nhiệt đới sống động trong các hồ thủy triều. Mặc dù cuốn sách của Daubeny trong kho lưu trữ của tàu Beagle có mô tả địa chất núi lửa của Quần đảo Canary, nó vẫn nói rằng cấu trúc của Quần đảo Cape Verde "được hiểu một cách chưa hoàn chỉnh". Darwin coi Đảo Quail là chìa khóa để hiểu được cấu trúc của St. Jago và thực hiện các nghiên cứu chi tiết về địa tầng dựa trên cách thức mà ông học được từ Adam Sedgwick. Ông lấy các mẫu vật và mô tả một lớp đá trắng cứng được hình thành từ xác san hô bị nghiền nát và vỏ sò nằm giữa các lớp đá núi lửa đen, và ghi nhận một lớp trắng tương tự chạy ngang trên vách đá đen của St. Jago ở độ cao 40 feet (12 m) so với mực nước biển. Các vỏ sò, theo như ông xem xét, "giống hệt như của ngày nay". Ông suy đoán rằng trong quá khứ gần về mặt địa chất, một dòng dung nham đã bao phủ lớp cát vỏ này dưới đáy biển, và các tầng địa chất sau đó đã bị đẩy lên dần dần đến mức hiện tại. Quyển Principles of Geology của Charles Lyell đã trình bày luận điểm về sự lên xuống từ từ của vỏ Trái đất được minh họa bởi các tầng đá thay đổi từ Đền thờ Serapis. Darwin ngầm ủng hộ Lyell và nhận xét rằng "Tiến sĩ Daubeny khi đề cập đến tình trạng hiện tại của đền Serapis. nghi ngờ về khả năng bề mặt đất được nâng lên mà không làm rạn nứt các tòa nhà trên đó. - Tôi cảm thấy chắc chắn tại St Jago và ở một số nơi trong thị trấn có thể đã được nâng lên mà không gây tổn thất đến một ngôi nhà nào." Trong một lá thư gửi cho Henslow, ông viết rằng "Địa chất nơi đây rất thú vị và tôi tin rằng khá mới mẻ: có một số điểm thú vị mang tính vĩ mô thể hiện rằng các bờ biển đã được nâng lên... điều mà chắc hẳn sẽ khiến ông Lyell quan tâm". Khi còn ở trên đảo, Darwin có cảm hứng khi nghĩ đến việc viết một cuốn sách về địa chất, và sau này ông có thuật lại "nhìn thấy một thứ mà Lyell chưa từng được thấy, người ta đã nhìn thấy nó một phần qua đôi mắt"
Thông thường, các bác sĩ phẫu thuật của đoàn tàu đảm nhận vị trí như các nhà tự nhiên học, và bác sĩ phẫu thuật trên tàu Beagle, Robert McCormick, người đang tìm kiếm cho mình danh vọng và tiền tài qua tư cách là một nhà thám hiểm. Khi họ gặp nhau lần đầu lúc bắt đầu hành trình, Darwin đã nhận xét rằng "Bạn tôi [McCormick] là một tên khó ưa, nhưng chúng tôi đang có những tiến triển thân thiện". Họ cùng nhau đi đến vùng nông thôn St. Jago, và Darwin, chịu ảnh hưởng của Lyell, thấy rằng cách tiếp cận của vị bác sĩ còn rất lỗi thời. Họ tìm thấy một cây baobab khá to, được FitzRoy đo và phác thảo. Darwin đã tiếp tục "những chuyến thám hiểm" sau đó cùng với Benjamin Bynoe và Rowlett đến thăm Ribeira Grande và St Domingo. FitzRoy kéo dài thời gian lưu trú lên 23 ngày, để hoàn thành các phép đo dị thường từ. Sau đó, Darwin đã viết cho Henslow rằng bộ sưu tập của ông bao gồm "một số mẫu của Bạch tuộc, nó sở hữu một sức mạnh kỳ diệu là có thể thay đổi màu sắc, khả năng sánh ngang với bất kỳ con tắc kè nào, và hiển nhiên là có thể thay đổi màu sắc của chúng sao cho trùng với màu mặt đất mà chúng đi qua. - màu vàng lục, nâu sẫm & đỏ là những màu rất phổ biến: điều này dường như là mới, theo như tìm hiểu của tôi." Henslow trả lời rằng "Đó không phải là khám phá mới, nhưng bất kỳ quan sát nào cũng sẽ rất có ích."
McCormick ngày càng bực tức trước những ân huệ mà FitzRoy hỗ trợ Darwin với công việc sưu tầm. Vào ngày 16 tháng 2, FitzRoy mang một nhóm nhỏ bao gồm ông và Darwin lên những đảo nhỏ của St. Paul, tìm thấy những con chim biển được thuần hóa đến mức chúng có thể bị giết dễ dàng, trong khi McCormick bực tức đã bỏ đi khỏi hòn đảo trên một chiếc thuyền nhỏ thứ hai. Tối hôm đó, những tân binh được chào đón bởi một người giả - thần Hải Vương, và vào sáng hôm sau, họ băng qua đường xích đạo và thực hiện nghi lễ vượt đường xích đạo truyền thống.
Darwin có một vị trí đặc biệt như là khách mời và đẳng cấp bằng với thuyền trưởng, vì vậy các sĩ quan cấp dưới gọi ông là "ngài" cho đến khi thuyền trưởng gọi Darwin là Philos, nghĩa là "triết gia của con tàu", tên này rồi đã trở thành biệt danh đáng kính của ông.

### Khảo sát Nam Mỹ
Ở Nam Mỹ, Beagle thực hiện công tác khảo sát và bám dọc theo bờ biển để đo đạc và thẩm định cẩn thận. Darwin thực hiện những chuyến đi dài vào đất liền với những người bạn đồng hành địa phương. Ông đã dành phần lớn thời gian trên đất liền, trở về theo đúng lịch trình đề ra trước khi Beagle trở lại các cảng nơi thư, các ghi chú, bài báo và bộ sưu tập của Darwin có thể được gửi trở lại Anh. Ông đảm bảo rằng các bộ sưu tập này chính trực là của ông và chúng được chuyển về Henslow ở Cambridge để chờ ngày ông quay trở về. Một số người khác trên tàu bao gồm FitzRoy và các sĩ quan hầu hết là những nhà tự nhiên học nghiệp dư, và họ đã giúp đỡ Darwin một cách hào phóng cũng như thu thập các bộ sưu tập cho Vương miện, mà ngài Đô đốc sẽ đặt tại Bảo tàng Anh.

#### Thiên đường nhiệt đới và nô lệ
Do sóng lớn, họ chỉ dừng ở Fernando de Noronha một ngày để thực hiện các quan sát cần thiết, và Fitzroy quyết định hướng đến Bahia, Brazil, để đánh giá các đồng hồ và lấy nước. Vào ngày 28 tháng 2, họ đến được lục địa, và nhìn thấy cảnh tượng tráng lệ của thị trấn nay được gọi là Salvador, với những con thuyền lớn neo đậu nằm rải rác trên vịnh. Ngày hôm sau, Darwin có một "chuyến đi đầy phân khởi" một mình thăm thú khu rừng nhiệt đới và trong "những cuộc cuốc bộ tự nhiên dài" cùng với những người khác tiếp tục "thêm niềm sung sướng vào những niềm hân hoan trước đó". Ông không vừa lòng khi chứng kiến cảnh tượng nô dịch ở đây, FitzRoy biện hộ cho việc bóc lột bằng cách đưa ông đến thăm một chủ nô với người nô lệ trả lời "không" khi được chủ nhân hỏi nếu anh ta muốn tự do hay không, Darwin cho rằng câu trả lời trong trường hợp này là không trung thực. Tức giận vì lời nói của mình bị thẩm vấn, FitzRoy mất bình tĩnh và cấm Darwin gia nhập đoàn thám hiểm của ông. Các sĩ quan khác đã đặt biệt danh cho những vụ cãi vã như vậy là "cà phê nóng", và sau vài giờ FitzRoy đã xin lỗi và yêu cầu Darwin ở lại. Sau này, FitzRoy phải giữ im lặng khi Thuyền trưởng Paget đến thăm họ và kể lại sự thật rằng "chế độ nô lệ thật độc ác" mâu thuẫn với quan điểm của Fitzroy. Các khảo sát của bãi cát xung quanh bến cảng đã xong xuôi vào ngày 18 tháng 3 và con tàu đã đi xuống vùng vịnh để đo đạc độ rộng và độ sâu của các rạn san hô Abrolhos, hoàn thiện và chỉnh sửa các lỗi khảo sát của Roussin.
Vào ngày 4 tháng 4, họ vào cảng Rio de Janeiro, để thực hiện các quan sát kinh độ từ đảo Villegagnon. Darwin muốn hiểu rõ hơn thành phố sau đó thực hiện một chuyến thăm thú vào bên trong, trở về tàu vào ngày 24 tháng 4. Đến lúc đó Robert McCormick đã rời tàu, với sự cho phép của chỉ huy đô đốc, và trở về Anh. Trợ lý của bác sĩ phẫu thuật Benjamin Bynoe thay thế vị trí của Robert. McCormick cảm thấy "rất thất vọng về những kỳ vọng của tôi khi theo đuổi sự nghiệp lịch sử tự nhiên, mọi trở ngại đã được rải ra trên đường khi tôi lên bờ và thu thập các bộ sưu tập" trong khi quý ông Darwin nhận được tất cả các lời mời chức sắc trên bờ và được trao cho các cơ sở đóng gói bộ sưu tập dành riêng cho ông.
Vào ngày 26 tháng 4, Darwin chuyển đến một ngôi nhà mà ông đã thuê tại Botafogo và ở đó với ba người khác trong lúc Beagle rời đi vào ngày 10 tháng 5 để kiểm tra lại các quan sát tại Bahia. FitzRoy đã tìm thấy một sai số 4 dặm (6,4 km) ở vị trí đẳng kinh tuyến giữa các phép đo của mình và Albin Roussin, nên quyết định quay trở lại. Một thủy thủ, một cậu bé cabin và một chuẩn uý hải quân trẻ tuổi đã bị sốt sau khi đến sông Macacu và chết. Khi con tàu trở về Rio vào ngày 3 tháng 6, FitzRoy đã xác nhận rằng các phép đo của ông về Bahia và các rạn san hô Abrolhos là chính xác, và đã gửi những sửa chữa này cho Roussin. Họ đi thuyền từ Rio vào ngày 5 tháng 7.

#### Phát hiện hóa thạch
Sau những cơn bão, Beagle đến Montevideo vào ngày 26 tháng 7 năm 1832 và xem xét lại các đồng hồ hàng hải. Các nỗ lực lấy thông tin tại Buenos Aires bị các quan chức ở đây khước từ, FitzRoy chấp thuận yêu cầu điều động các thuyền viên của tàu (gồm cả Darwin) chiếm đóng một pháo đài ở Montevideo một khoảng thời gian ngắn nhằm trấn áp một cuộc cách mạng tại đây. Vào ngày 22 tháng 8, sau khi chưng cầu ý kiến ở vịnh Samborombón, Beagle bắt đầu công tác khảo sát dọc bờ biển từ Cape San Antonio, tỉnh Buenos Aires, Argentina.

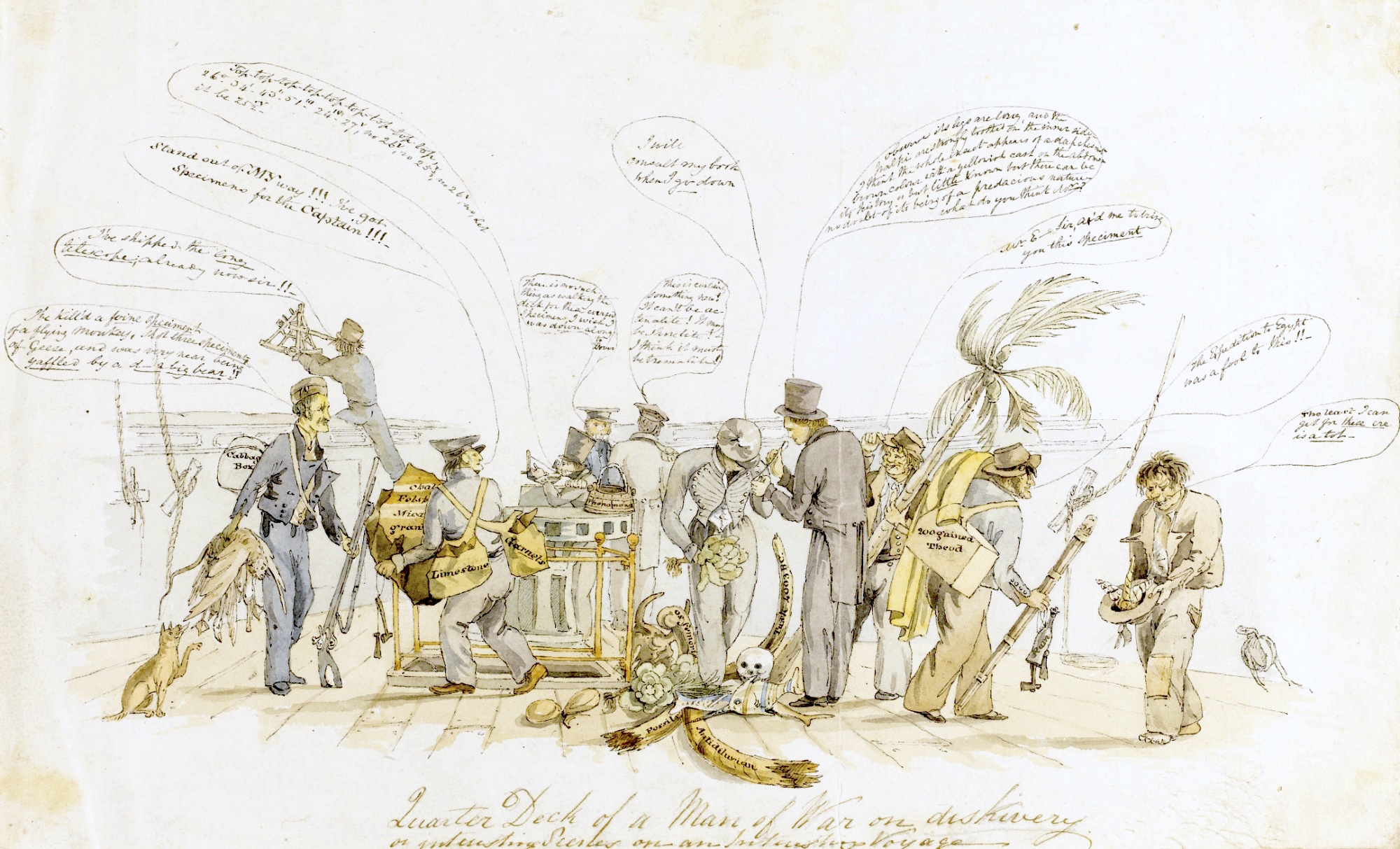
Biếm họa của một cảnh thường thấy trên boong lái khi tàu còn neo đậu tại Bahia Blanca, được vẽ vào khoảng ngày 24, tháng 9, 1832. Darwin là nhân vật ở giữa đội mũ, Fitzroy là nhân vật thứ hai bên trái Darwin. Tranh màu nước được vẽ bởi họa sĩ của đoàn thám hiểm Augustus Earle.

Tại Bahía Blanca, ở phía nam của tỉnh Buenos Aires hiện tại, Darwin đi ngựa vào Patagonia với các cao bồi gaucho: ông đã chứng kiến họ sử dụng bola (một loại vũ khí gồm hai hòn đá buộc vào các đầu dây để liệng và bắt thú) để hạ gục "đà điểu" (Đà điểu Nam Mỹ) và ăn armadillo nướng. Với FitzRoy, ông đã được tận hưởng "một chuyến du ngoạn bằng tàu rất dễ chịu quanh vùng vịnh" vào ngày 22 tháng Chín, và cách khoảng mười dặm (16 km) nơi họ đậu tàu ở Punta Alta. Trong các vách đá thấp gần điểm Darwin đã tìm thấy những mảng cuội kết chứa nhiều vỏ sò, răng và xương hóa thạch của các loài thú có vú khổng lồ tuyệt chủng nằm ở tầng địa chất gần một lớp đất với vỏ sò và hóa thạch armadillo, gợi ý cho ông rằng sự trầm tích ở đây xảy ra từ từ chứ không phải do các thảm họa vĩ mô (như núi lửa phun trào hay thiên thạch va chạm). Với sự giúp đỡ (có thể là từ cậu thủy thủ trẻ kiêm người hầu của Darwin tên Syms Covington), Darwin đã thu thập vô số mảnh hóa thạch chỉ trong vài ngày, khiến mọi người trên tàu trêu ông rằng "những thứ rác rưởi mà ông ấy hay mang lên tàu".
Phần lớn ngày thứ hai xoay quanh việc khai quật một hộp sọ lớn mà Darwin tìm thấy đang bị mắc trong tầng đá mềm, và dường như chúng có nét giống với xương tê giác. Vào ngày 8 tháng 10, ông quay trở lại di chỉ này rồi tìm thấy một xương hàm và răng mà ông có thể xác định được bằng cách sử dụng cuốn Dictionnaire classique của Bory de Saint-Vincent. Ông đã mô tả các phần trên và hộp sọ lớn là hóa thạch của chi Megatherium, hoặc có lẽ là thuộc về chi Megalonyx, và ghi chú một cách hào hứng rằng mẫu vật duy nhất ở châu Âu đã bị giữ trong bộ sưu tập của nhà vua tại Madrid. Trong cùng một tầng đá, ông tìm thấy một xương giáp lớn với các tấm vảy đa giác. Suy nghĩ đầu tiên của ông là chúng thuộc về một loài vật mang giáp to lớn giống như các con armodillo lân cận, nhưng dựa trên các mô tả sai lệch của Cuvier về mẫu vật tại Madrid và một báo cáo bấy giờ về một bộ hóa thạch được tìm thấy bởi Giáo xứ Woodbine, Darwin cho rằng áo giáp xương này thuộc về Megatherium. So với FitzRoy, Darwin đã di chuyển được khoảng 30 dặm (48 km) băng qua vịnh tới Monte Hermoso vào ngày 19 Tháng 10, và tìm thấy nhiều hóa thạch của các loài gặm nhấm nhỏ trái ngược với thú có vú khổng lồ xenarthra ở Punta Alta. Vào tháng 11 tại Buenos Aires, ông đã "mua nhiều mảnh xương khổng lồ" mà ông "đảm bảo rằng chúng thuộc về những người khổng lồ tiền sử!!",[85] và sau đó chộp lấy bất kì cơ hội nào để mua một mảnh hóa thạch "bằng vàng hoặc phi nước đại". and subsequently took any chance to get fossils "by gold or galloping".
Tại Montevideo vào tháng 11, thư từ quê nhà bao gồm một bản sao của cuốn Nguyên tắc Địa chất tập 2 của Charles Lyell, là lời bác bỏ học thuyết của Lamarck trong đó có nói rằng không có tổ tiên chung của các loài khác nhau hoặc tiến bộ tổng thể để phù hợp với sự thay đổi địa chất dần dần, nhưng một chu kỳ tiếp tục trong đó các loài xuất hiện một cách bí ẩn, thích nghi chặt chẽ với "trung tâm sáng tạo" của chúng, sau đó bị tuyệt chủng khi môi trường thay đổi thành bất lợi.

#### Tierra del Fuego

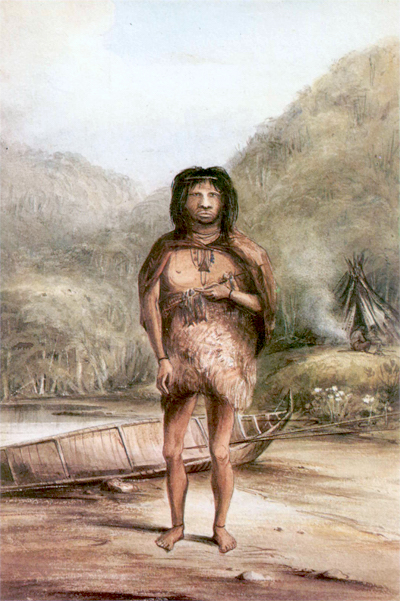
Người bản địa ở Tierra del Fuego.

Họ cập bến Tierra del Fuego vào ngày 18 tháng 12 năm 1832 và Darwin bị bất ngờ trước những gì ông cho là sự man rợ thô thiển của tộc người bản địa Yaghan, trái ngược hoàn toàn với hành vi "văn minh" của ba người Fuegia mà đang trở lại với tư cách là những người truyền giáo (ba người đã được trao cho tên mới là York Minster, Fuegia Basket và Jemmy Button). Ông mô tả cuộc gặp gỡ đầu tiên của mình với người Fuegia bản địa là "không có ngoại lệ đây là cảnh tượng kỳ lạ và thú vị nhất mà tôi từng thấy: Tôi đã không thể mường tượng được sự khác biệt cực kì lớn giữa người man rợ và văn minh: nó lớn hơn cả sự khác nhau giữa một con vật hoang dã và thuần hóa, bởi vì trong loài người ta cần một sức mạnh thuần hóa lớn hơn." Trái lại, anh nói với Jemmy rằng "Cũng thật đỗi tuyệt vời đối với tôi, khi tôi nghĩ về tất cả những phẩm chất tốt đẹp của anh ta, rằng anh ta hẳn phải thuộc cùng một chủng tộc, và cùng chia sẻ chung một tính cách, cùng với sự man rợ, xuống cấp khốn khổ của những người mà chúng ta lần đầu gặp ở đây." (Bốn thập kỷ sau, ông nhớ lại những ấn tượng này trong cuốn Hậu duệ của con người để ủng hộ lập luận rằng con người là hậu duệ của "một dạng sống thấp hơn", xã hội văn minh đã phát sinh từ một xã hội nguyên thủy thô sơ. Ông nhớ lại sự tương đồng giữa mình và người Fuegia trên tàu Beagle "giống trong tính tình và một phần năng lực tâm lí với chúng tôi.")
Tại đảo "Buttons Land" vào ngày 23 tháng 1 năm 1833, họ đã thiết lập một đồn truyền giáo, với những túp lều, khu vườn, đồ nội thất và đồ sành sứ, nhưng khi họ trở lại chín ngày sau đó, tài sản ở đây đã bị người bản địa cướp phá và chia đều. Matthews bỏ cuộc, về tàu và để ba người Fuegia văn minh ở lại tiếp tục công việc truyền giáo. Beagle tiếp tục dong buồm đến Quần đảo Falkland ngay sau khi Quân đội Anh bình định khu vực này và củng cố sự kiểm soát của Đế quốc Anh đối với quần đảo. Darwin đã nghiên cứu mối quan hệ của các loài với môi trường sống và tìm thấy hóa thạch cổ đại giống như những gì ông đã tìm thấy ở xứ Wales. FitzRoy đã mua một chiếc thuyền buồm dọc (schooner) để hỗ trợ công tác khảo sát, và họ quay trở lại Patagonia nơi nó được trang bị thêm một đáy đồng mới và được đổi tên thành Adventure. Darwin được Syms Covington hỗ trợ trong việc bảo quản các mẫu vật và việc thu thập của ông thành công đến nỗi, ông đã thỏa thuận với FitzRoy và nhận Covington làm người hầu toàn thời gian với mức lương £30 mỗi năm (trị giá năm 1833).

#### Gaucho, đà điểu Nam Mỹ, hóa thạch và địa chất
Hai chiếc tàu đã đi đến Río Negro ở Argentina và vào ngày 8 tháng 8 năm 1833 Darwin rời đi trong một chuyến thám hiểm khác vào đất liền cùng với các cao bồi. Vào ngày 12 tháng 8, ông gặp Tướng Juan Manuel de Rosas, người đang dẫn đầu một cuộc viễn chinh trừng phạt trong một chiến dịch quân sự chống lại "người da đỏ" bản địa, và Darwin đã nhận được hộ chiếu từ ông ta. Khi họ băng qua các pampas, những cao bồi gaucho và người bản địa kể cho Darwin về một loài đà điểu Nam Mỹ nhỏ hiếm hơn. Sau ba ngày tại Bahía Blanca, ông cảm thấy khá mệt mỏi vì phải chờ đợi tàu Beagle và vào ngày 21 tháng 8, ông quay lại Punta Alta, nơi ông đã xem xét địa chất của địa điểm này dựa trên các kiến thức mới của mình, tự hỏi rằng liệu xương có già hơn vỏ sò không. Ông đã rất thành công với việc tìm kiếm xương và vào ngày 1 tháng 9 đã tìm thấy một bộ xương gần hoàn chỉnh với những mảnh xương vẫn còn ở nguyên trạng thái.
Ông lại lên đường và vào ngày 1 tháng 10, tìm kiếm trên vách đá của sông Carcarañá, thấy "một chiếc răng gặm nhấm khổng lồ" sau đó trong một vách đá của sông Paraná ông lại thấy "hai nhóm xương lớn" quá mềm để thu thập nhưng một mảnh răng được xác định là của loài mastodon.[93][94] Bệnh tật đã  cầm chân ông ở Santa Fe, và sau khi nhìn thấy vỏ hóa thạch của một con armadillo khổng lồ mắc kẹt trong đá, ông đã bối rối khi phát hiện thấy một chiếc răng ngựa trong cùng một tầng đá, bởi rằng những con ngựa lần đầu tiên được du nhập vào Mỹ Châu bằng tàu bè của người châu Âu.[95][96] Họ đã đi thuyền trên sông Paraná để đến Buenos Aires nhưng lại bất đắc dĩ vướng vào một cuộc cách mạng do phiến quân nơi đây liên minh với Rosas phong tỏa thành phố. Tấm hộ chiếu đã giúp ông và Covington trốn thoát khỏi thành phố trên một đoàn thuyền tị nạn. Họ đã tái ngộ với con tàu Beagle tại Montevideo.[97]
Trong lúc cuộc khảo sát đang được tiến hành, Darwin bắt đầu chuyến hành trình "phi nước đại" dài 400 dặm (640 km) ở Banda Oriental để xem sông Uruguay và thăm Estancia Keen gần Mercedes bên con sông Río Negro. Vào ngày 25 tháng 11, ông "nghe nói về một số khúc xương khổng lồ, như thường lệ là của Megatherium" nhưng chỉ có thể lấy được một vài mảnh nhỏ, vào ngày hôm sau ông đã đến thăm một ngôi nhà gần đó và đổi hai đồng si linh lấy "một cái đầu của một con Megatherium chắc hẳn phải khá hoàn hảo khi nó mới được tìm thấy", mặc dù răng đã bị gãy và hàm dưới đã bị mất. Ông Keen đã sắp xếp để chuyển hộp sọ xuống sông đến Buenos Aires.[98][99][100] Tại Las Piedras, một giáo sĩ cho ông xem hóa thạch mà họ tìm thấy bao gồm một cái đuôi giống như cái trùy mà ông đã phác họa lại và gọi đó là một "vũ khí phi thường".[100][101] Các ghi chú của ông có chứa một trang mà ông nhận ra rằng các vách đá của các con sông lộ ra hai tầng được hình thành ở một cửa sông bị gián đoạn bởi một tầng dưới đáy biển, cho thấy vùng đất đã trồi lên và lún xuống. [102]
Tại Montevideo, Darwin được giới thiệu với Conrad Martens, vị họa sĩ thay thế cho tàu Beagle sau khi ông Augustus Earle phải rời đi vì vấn đề sức khỏe. Họ đi thuyền về phía nam, cập cảng Desire vào ngày 23 tháng 12 và ngày hôm sau Darwin săn được một con lạc đà guanaco cung cấp cho họ một bữa ăn Giáng sinh. Đầu năm mới, Martens đã bắn một con rhea mà họ rất thích trước khi Darwin nhận ra rằng đây là loài đà điểu rhea nhỏ quý hiếm và bảo quản hài cốt của nó.[90] Vào ngày 9 tháng 1 năm 1834, 110 dặm (180 km) về phía nam, họ đến được cảng St Julian và tìm hiểu địa chất địa phương tại vách đá gần bến cảng mà Darwin tìm thấy  những mảnh xương sống và một chân sau của "một số động vật lớn, chắc hẳn là của một con Mastodon".[103][99] Vào ngày 26 tháng 1, họ tiến vào Eo biển Magellan và tại Vịnh St. Gregory, họ đã gặp những "người khổng lồ" nửa văn minh Patagonia cao hơn 6 ft (1,8 m), được Darwin mô tả là "những nhà tự nhiên học thực tiễn xuất sắc". Một người nói với ông rằng những loài đà điểu rhea nhỏ ở xa về phía nam, trong khi những loài rhea lớn hơn chỉ ở phía bắc, hai quần thể này tiếp xúc nhau quanh Rio Negro. [104]
Sau khi khảo sát thêm ở Tierra del Fuego, họ trở lại vào ngày 5 tháng 3 năm 1834 để thăm những người truyền giáo, nhưng thấy những túp lều đã bị bỏ hoang. Sau đó một đoàn ca nô đến và họ biết rằng một trong những người bản địa là Jemmy Button, đã mất hết tài sản và giờ đang sống theo cách bản địa và lấy vợ. Darwin chưa bao giờ thấy "một sự thay đổi quá lớn và đáng tiếc" như vậy. Jemmy lên tàu và cùng ăn tối với đoàn sử dụng dao dĩa rất lịch thiệp, nói tiếng Anh tốt hơn bao giờ hết, sau đó đảm bảo với họ rằng ông "không có một chút ý định nào quay trở về Anh" và rất "vui vẻ và hài lòng", rồi biếu họ quà gồm da rái cá và đầu mũi tên trước khi trở về xuồng ca nô cùng với vợ.[106] Trong chuyến thăm đầu tiên Darwin đã viết rằng "Với những người như vậy, người ta khó có thể khiến bản thân tin rằng họ là những sinh vật được đặt trong cùng một thế giới. .... Đây là một chủ đề phỏng đoán khá phổ biến; Loại vui thú trên đời nào mà những con vật không có năng khiếu có thể tận hưởng? Sẽ có lý hơn không nếu áp đặt câu hỏi này lên những người kia",[107] thế nhưng Jemmy, người đã thích nghi được với văn minh lại sau đó chọn trở về với lối sống nguyên thủy của mình. Điều này đặt ra một câu hỏi khó xử; nó mâu thuẫn với những quan điểm được đưa ra bởi Charles Lyell, thể hiện trong tập 2 của cuốn Nguyên tắc Địa chất, rằng các chủng tộc người "chỉ biểu hiện một chút sai lệch so với một tiêu chuẩn chung", và việc chấp nhận sự chuyển đổi loài có nghĩa là từ bỏ "niềm tin vào cây gia phả của loài người".[108]
Vào thời gian này Darwin đã viết Phản ánh về việc đọc các ghi chú Địa chất của tôi, phần đầu tiên của một loạt các bài tiểu luận có trong các ghi chú của ông.[100] Ông suy đoán về những nguyên nhân có thể của sự nâng lên lục địa, và về lịch sử cuộc sống ở Patagonia dưới một chuỗi các loài được đặt tên. [109]
Họ quay trở lại Quần đảo Falkland vào ngày 16 tháng 3 ngay sau một cuộc tàn sát các thành viên cấp cao của khu định cư Vernet bởi người bản địa và các gaucho, và họ giúp dập tắt cuộc nổi dậy. Darwin ghi nhận số lượng sinh vật khổng lồ phụ thuộc vào rừng tảo bẹ.[110] Ông nhận được tin từ Henslow rằng công văn mẫu đầu tiên của ông đã đến Cambridge, với các hóa thạch Nam Mỹ được chuyên gia William Clift đánh giá cao khi chúng cho thấy các loài mới và đặc điểm chưa biết đến của Megatherium, và được William Buckland và Clift phổ biến chúng trong cộng đồng khoa học Anh, làm nên danh tiếng của Darwin.[99][111]
Beagle tiếp tục đi xuống miền nam Patagonia, và vào ngày 19 tháng 4, một đoàn thám hiểm bao gồm FitzRoy và Darwin đi xuồng vào sông Santa Cruz xa nhất có thể, với tất cả những người tham gia thay nhau kéo thuyền lên thượng nguồn. Dòng sông cắt qua một loạt các dòng nước chảy sau đó cao nguyên tạo thành những đồng bằng rộng lớn được bao phủ bởi vỏ sò và đá cuội, và Darwin đã thảo luận với FitzRoy rằng những cao nguyên này đã dần dần được nâng lên đúng như học thuyết của Lyell. Một vài con đà điểu rhea nhỏ hơn được nhìn thấy từ xa, nhưng quá nhanh để bắt.[90] Đoàn thám hiểm gần tới dãy Andes nhưng phải quay lại.
Darwin đã tóm tắt các suy đoán của mình trong bài tiểu luận Độ cao của Patagonia. Mặc dù dựa trên thực nghiệm, nó đã thách thức ý tưởng của Lyell. Darwin lẫy số liệu từ các phép đo của các sĩ quan trên tàu cũng như các phép đo của chính ông để đề xuất rằng các đồng bằng này đã được nâng lên trong các giai đoạn liên tiếp bằng các lực tác động trên một khu vực rộng, thay vì các tấc động quy mô nhỏ trong một chu kỳ liên tục. Tuy nhiên, ông ủng hộ Lyell trong việc tìm kiếm bằng chứng chống lại một sự tăng biến ngột khi các quá trình bình thường đột nhiên tăng tốc. Vỏ sò mà ông tìm thấy ở sâu trong đất liền vẫn cho thấy màu sắc của chúng gợi ý rằng quá trình này vẫn tương đối gần đây và có thể ảnh hưởng đến lịch sử loài người.[112]

#### Bờ Tây Nam Mỹ
Beagle và Adventure khảo sát Eo biển Magellan trước khi đi vòng quanh bờ biển phía tây, đến đảo Chiloé thuộc Quần đảo Chiloé ẩm ướt và rậm rạp cây cối vào ngày 28 tháng 6 năm 1834. Sau đó, họ đã dành sáu tháng tiếp theo để khảo sát bờ biển và các đảo phía nam.[b] Tại Chiloé, Darwin đã tìm thấy những mảnh gỗ than nâu và gỗ hóa đá, ít nhất hai trong số đó được viện Khảo sát Địa chất Anh phát hiện năm 2011 đã bị phong ấn trong bộ sưu tập của họ có nhãn "hóa thạch thực vật chưa mang tên". Trao đổi với Joseph Dalton Hooker khoảng mười năm sau, một slide được ký tên "Chiloe, C. Darwin Esq".[116]
Họ đến Valparaiso vào ngày 23 tháng 7. Sau vài lần đi bộ trong khu vực, Darwin lấy được ngựa và vào ngày 14 tháng 8 đã lên đường lên núi lửa Andes cùng với một người bạn. Ba ngày sau họ có một ngày thú vị trên đỉnh núi Bell. Darwin đã đến thăm một mỏ đồng và trải qua năm ngày leo dốc trên núi trước khi đi đến Santiago, Chile. Trên đường về, ông đổ bệnh vào ngày 20 tháng 9 và phải nằm liệt một tháng trên giường. Có thể ông đã mắc phải bệnh Chagas ở đây, dẫn đến các vấn đề về sức khỏe của ông sau khi quay lại Anh, nhưng chẩn đoán này vẫn đang bị tranh cãi. Ông nghe tin rằng Bộ Hải quân đã khiển trách FitzRoy vì đã mua con tàu Adventure. FitzRoy coi chuyện này khá nghiêm trọng, ông bán con tàu và thông báo rằng họ sẽ quay lại thẩm định lại các khảo sát, rồi sau đó ông sẽ từ chức do nghi ngờ về sự tỉnh tảo của mình, nhưng các sĩ quan trên tàu đã thuyết phục ông rút đơn từ chức và ở lại. Họa sĩ Conrad Martens rời tàu và tới Úc. [117]
Sau khi chờ đợi Darwin, Beagle dong buồm vào ngày 11 tháng 11 để khảo sát Quần đảo Chonos. Từ đây, họ nhìn thấy sự phun trào của núi lửa Osorno ở Andes. Họ đi thuyền về phía bắc, và Darwin băn khoăn về những hóa thạch mà ông đã tìm thấy. Loài Mastodons và Megatherium khổng lồ đã tuyệt chủng, tuy vậy lại không tìm thấy dấu hiệu địa chất nào cho "sự thảm họa theo đó", theo quan điểm của Lyell, dẫn đến các loài không còn thích nghi với vị trí mà chúng được tạo ra để phù hợp. Ông đồng ý với ý tưởng của Lyell về "sự sinh ra và chết dần dần của các loài", nhưng, không giống như Lyell, Darwin sẵn sàng tin vào ý tưởng của Giovanni Battista Brocchi rằng các loài đã tuyệt chủng bằng cách nào đó trở nên lỗi thời và dần mất giống. [118] [119]
Họ đến cảng Valdivia vào ngày 8 tháng 2 năm 1835, mười hai ngày sau đó nhóm của Darwin trải qua một trận động đất nghiêm trọng và khiến thị trấn cảng bị hư hại nặng. Họ di chuyển hai trăm dặm (320 km) về phía bắc tới Concepciónngày 4 tháng 3 và thấy rằng trận động đất tương tự đã tàn phá thành phố bằng những đợt sang chấn lặp đi lặp lại và một cơn sóng thần. Darwin đã ghi nhận sự khủng khiếp từ cái chết và sự hủy diệt, FitzRoy đã cẩn thận quan sát rằng các nền vỏ trai giờ cao hơn cả lúc thủy triều cao, đưa ra bằng chứng rõ ràng về mặt đất đã nâng lên khoảng 9 ft (2,7 m) mà ông xác nhận một tháng sau đó. Họ đã thực sự trải qua quá trình nâng lên của lục địa từ đại dương như Lyell đã chỉ ra. [120] [121]
Quay trở lại Valparaiso, Darwin bắt đầu một chuyến du ngoạn khác lên Andes và vào ngày 21 tháng 3 đã đến chỗ phân chia lục địa ở độ cao 13.000 ft (4.000 m): ngay cả ở đây, ông đã tìm thấy những vỏ sò hóa thạch trong đá. Ông miêu tả quang cảnh huy hoàng ở đây "giống như đang ngắm một cơn giông bão, hay được nghe hợp xướng bởi dàn nhạc của Đấng cứu thế." [122] Sau khi đi đến Mendoza, họ trở về bằng một con đường khác và tìm thấy một khu rừng hóa thạch, kết tinh trong một vách đá sa thạch. Ông thấy rằng nó đã từng nằm trên một bãi biển Thái Bình Dương khi đất bị chìm, chôn chúng trong cát sau đó bị nén thành đá, rồi dần dần được nâng lên với lục địa tới độ cao 7.000 ft (2.100 m) trên núi. Khi trở về Valparaiso với một nửa mẫu vật, ông đã viết cho cha ông rằng những phát hiện của ông, nếu được chấp nhận, sẽ rất quan trọng đối với lý thuyết về sự hình thành của thế giới. Sau một cuộc thám hiểm mệt mỏi khác ở Andes trong khi Beagle được trang bị lại, ông quay trở lại và đi thuyền đến Lima, nơi một cuộc nổi dậy vũ trang đang diễn ra và phải ở lại trên con tàu. Tại đây, ông đã viết lên những ghi chú của mình khi nhận ra ý tưởng của Lyell rằng các đảo san hô nằm trên vành của những ngọn núi lửa đã ngủ ít có lý hơn so với tình huống những ngọn núi lửa dần chìm xuống để các rạn san hô quanh đảo tiếp tục xây dựng gần mực nước biển và trở thành một đảo san hô khi núi lửa biến mất bên dưới. Đây là một lý thuyết mà ông sẽ kiểm chứng khi họ đến những hòn đảo như vậy.[123]

### Đảo Galápagos
Một tuần sau khi rời Lima, Beagle cập bến Quần đảo Galápagos vào ngày 15 tháng 9 năm 1835. Ngày hôm sau, Thuyền trưởng FitzRoy thả neo gần thị trấn Puerto Baquerizo Moreno hiện nay trên đảo Chatham. Tại địa điểm hiện được gọi là Đồi Frigatebird/Cerro Tijeretas, Darwin đã dành giờ đầu tiên của mình trên bờ ở quần đảo Galapagos.[124]
Darwin háo hức mong chờ được nhìn thấy những hòn đảo núi lửa mới hình thành, và tận dụng mọi cơ hội để lên bờ trong khi Beagle vẽ bản đồ bờ biển. Ông tìm thấy nhiều mảnh đá núi lửa đen vỡ vụn dưới ánh nắng mặt trời gay gắt và ghi chú chi tiết về các đặc điểm địa chất bao gồm nón núi lửa hình dạng như ống khói khiến ông nhớ đến các xưởng luyện sắt công nghiệp của vùng Staffordshire.[125] Ông thất vọng vì không được nhìn thấy những ngọn núi lửa đang hoạt động và không tìm thấy các tầng đá cho thấy sự nâng cao như ông hi vọng, mặc dù một trong những sĩ quan đã tìm thấy vỏ sò bị vỡ ở trên hòn đảo cao hơn rất nhiều mực nước biển.[126] Rùa Galápagos khổng lồ xuất hiện trên đảo nhiều vô kể, và những con cự đà biển lớn màu đen có vẻ "kinh tởm nhất, vụng về nhất" thích nghi hoàn hảo với môi trường sống của chúng - ông có ghi rằng một trong số họ gọi chúng là "những con tiểu yêu của bóng tối".[125] Darwin đã học được từ Henslow cách nghiên cứu sự phân bố địa lý của các loài, và đặc biệt là các loài liên kết trên các đảo đại dương và trên các lục địa lân cận, vì vậy ông đã nỗ lực để thu thập thực vật có hoa. Ông tìm thấy những bụi cây mỏng "trông thật tồi tệ" chỉ có mười loài và rất ít côn trùng. Những con chim rất dạn người, và trong ghi chú đầu tiên của mình, ông đã ghi lại rằng một con chim nhại trông giống hệt những con mà ông nhìn thấy trên lục địa.[22][127]
Beagle tiến đến đảo Charles. Tình cờ, họ được chào đón bởi Nicholas Lawson, Thống đốc thay quyền người Anh của Galápagos cho Cộng hòa Xích đạo, người đồng hành cùng họ đến thuộc địa hình sự. Người ta nói rằng mai rùa mỗi đảo mỗi khác, và Darwin ghi chú rằng Lawson có nói là khi nhìn thấy một con rùa, ông có thể "nói một cách chắc chắn từ hòn đảo nào con rùa bị bắt".[128] Mặc dù Darwin nhớ lại về nó sau này, lúc đó ông không chú ý lắm. Tuy nhiên, ông đã tìm thấy một con chim nhại và "may mắn thay đã quan sát" rằng nó khác với mẫu vật của đảo Chatham, vì vậy từ đó đã lưu ý cẩn thận nơi bắt những chim nhại.[22][127] Ông tỉ mỉ thu thập nhiều loài động vật, thực vật, côn trùng và bò sát [129] Ở giai đoạn này, suy nghĩ của ông phản ánh Lyell và từ chối sự biến đổi của các loài.[130]
Họ tới đảo Albemarle, nơi Darwin quan sát được một luồng khói nhỏ phát ra từ một ngọn núi lửa đang hoạt động gần đây. Vào ngày 1 tháng 10, ông thám thính gần Tagus Cove và khám phá miệng núi lửa Beagle.[131] Ở đó, ông nhìn thấy những con cự đà đất Galapagos đầu tiên. Các hố nước không uống được, nhưng đã thu hút được một đàn chim nhỏ và Darwin đã lưu ý đến loài chim sẻ mà ông không bận tâm đặt tên theo đảo.[132] Ông cũng bắt được một loài chim nhại thứ ba.[127]
Sau khi đi qua các hòn đảo phía bắc Abingdon, Tower và Bindloe, Darwin lên bờ tại đảo James trong chín ngày cùng với bác sĩ phẫu thuật Benjamin Bynoe và những người hầu cận của họ, và bận rộn thu thập tất cả các loại mẫu vật trong khi Beagle quay trở lại đảo Chatham để lấy nước ngọt [133]
Sau khi khảo sát kỹ hơn, Beagle lên đường đến Tahiti vào ngày 20 tháng 10 năm 1835. Darwin có ghi lại, và ngạc nhiên trước tất cả những con chim nhại bắt được trên đảo Charles, Albemarle, James và Chatham khác nhau từ đảo này sang đảo khác.[22] Ông đã viết "Loài chim này liên hệ rất chặt chẽ với loài Thenca của Chili (Callandra của B. Ayres) là số ít từ các giống hoặc các loài khác nhau ở các Isds khác nhau. Tôi có bốn mẫu vật từ nhiều Isds. Ở đây có từ 2-3 giống. Mỗi loại giống không đổi ở mỗi Đảo riêng.... ". [134]

### Tahiti đến Úc
Họ tiếp tục đi thuyền, ăn tối với món rùa Galapagos và vượt qua đảo san hô Peteen vào ngày 9 tháng 11. Họ đi qua quần đảo Low, Darwin nhận xét rằng chúng có "diện mạo rất buồn tẻ, một bãi biển dài màu trắng rực rỡ được che phủ bởi một thảm thực vật xanh tươi sáng thấp." Cập bến Tahiti vào ngày 15 tháng 10, ông lại cảm thấy vui thú bởi cây cối um tùm và những người bản địa thông minh hiếu khách cho thấy những lợi ích của Kitô giáo, bác bỏ các cáo buộc ông đã đọc về những người truyền giáo chuyên chế đồng hóa nền văn hóa bản địa.[135]
Vào ngày 19 tháng 12, họ đến New Zealand nơi Darwin nghĩ rằng người Māori xăm trổ nơi đây là những kẻ man rợ với tính cách có trật tự thấp hơn nhiều so với người Tahiti, và lưu ý rằng họ và nhà của họ "bẩn thỉu và khó chịu". Ông đã thấy các nhà truyền giáo mang lại sự cải thiện về tính cách cũng như đổi mới phương pháp trồng trọt cho người dân bản địa bằng các mô hình nông trại kiểu Anh. Richard Matthews ở lại đây cùng với anh trai Joseph Matthews, một người truyền giáo tại Kaitaia. Darwin và FitzRoy cùng nhất trí rằng các nhà truyền giáo đã bị xuyên tạc một cách không đúng đắn trong quá khứ, ví dụ như trong một bức tranh được viết bởi nghệ sĩ Augustus Earle mà ông còn để lại trên tàu. Darwin cũng lưu ý có nhiều cư dân người Anh sở hữu tiền sử xấu, bao gồm những người bị kết án bỏ trốn từ New South Wales. Đến ngày 30 tháng 12, ông vui mừng vì cuối cùng cũng được rời khỏi New Zealand.[136]
Cảnh tượng đầu tiên của Úc vào ngày 12 tháng 1 năm 1836 khiến ông nhớ đến Patagonia, nhưng trong nội địa đất nước đã được cải thiện và ông sớm tràn ngập sự ngưỡng mộ thành phố nhộn nhịp Sydney. Trong một hành trình tiến vào nội địa, ông bắt gặp một nhóm thổ dân trông rất "hài hước, thân thiện và họ khác xa những sinh vật đồi bại như thường được miêu tả". Họ biểu diễn màn ném lao cho ông đổi lấy một shilling. Darwin cảm thấy buồn khi nghe rằng dân số bản địa đang tụt giảm nhanh chóng.[137] Tại một trang trại cừu lớn, ông đã tham gia một đội săn bắn và bắt được con thú có túi đầu tiên của mình, một con "potoroo" (chuột túi). Phản ánh về các loài động vật kỳ lạ của đất nước này, ông có suy nghĩ rằng một người không có đức tin "có thể kêu lên 'Chắc hẳn đã phải có hai Đấng Sáng thế khác nhau làm việc, tất nhiên đối tượng của họ vẫn giống nhau và chắc chắn kết cục trong mỗi trường hợp đều đã hoàn tất'," vậy mà một con kiến sư tử trông rất giống với một con ở châu Âu. Tối hôm đó, ông bắt gặp loài thú mỏ vịt thậm chí xa lạ hơn nhiều và nhận thấy rằng mỏ của chúng rất mềm, không giống như các mẫu vật được bảo quản mà ông đã thấy. Những câu chuyện của thổ dân cho hay những con thú đó đẻ trứng được một số ít người châu Âu tin tưởng.[138][139]
Beagle đã ghé thăm Hobart, Tasmania, nơi Darwin bị ấn tượng bởi xã hội văn minh dễ chịu của những người định cư, nhưng lưu ý rằng "Người da đen thổ dân đều bị loại bỏ và giữ (trong thực tế là tù nhân) tại Mũi đất, nơi được bảo vệ cẩn mật. Tôi tin rằng không thể tránh được bước đi tàn khốc này, mặc dù không nghi ngờ gì về hành vi sai trái của người da trắng trước tiên đã dẫn đến Sự cần thiết."[140] Sau đó, họ đi thuyền đến King George Sound ở phía tây nam Úc, một khu định cư ảm đạm sau đó được thay thế bởi Thuộc địa sông Thiên nga. Darwin đã rất ấn tượng bởi "sự bố trí tốt người da đen bản xứ... Mặc dù đúng là những kẻ Man di, ta không thể không thích những người tốt kiêm lời như họ." Ông làm cơm sôi tặng cho một đoàn khiêu vũ "Corrobery" của thổ dân được thực hiện bởi những người đàn ông từ hai bộ lạc với niềm hân hoan lớn từ phụ nữ và trẻ em, một "cảnh man rợ thô lỗ nhất" trong đó mọi người xuất hiện với tinh thần cao độ, "tất cả đều di chuyển trong sự hài hòa gớm ghiếc" và "hoàn toàn thoải mái".[141] Beagle bị mắc cạn sau một cơn bão, được hạ thủy lại rồi tiếp tục cuộc hành trình.

### Đảo Keeling và tiến về nhà
Chỉ thị từ Bộ Hải quân yêu cầu một cuộc khảo sát địa chất kỹ lưỡng quanh một rạn san hô vòng để xem chúng hình thành như thế nào, trồi lên từ đáy biển hay từ đỉnh của núi lửa đã tắt, và tác động của thủy triều được đo bằng các đồng hồ chuyên dụng. FitzRoy chọn quần đảo Keeling ở Ấn Độ Dương, và tới đó vào ngày 1 tháng 4, toàn bộ đoàn bắt tay vào công việc.[142] Ở đây chỉ có một số vài loài thực vật bản địa hạn chế và không có chim trên cạn, nhưng  rất nhiều cua ẩn sĩ. Các đầm phá có nhiều loài cá và động vật không xương sống phong phú, và ông đã xem xét cấu trúc của đảo san hô theo lý thuyết mà ông đã phát triển ở Lima về việc các rạn san hô trở thành đảo san hô khi hòn đảo bị chìm.[143] Ý tưởng này được ủng hộ từ bằng chứng đo đạc độ sâu của FitzRoy, cho thấy một con dốc lớn bên ngoài rạn san hô không có san hô sống dưới 20–30 sải (40–60 m). [144]
Beagle đến Mauritius vào ngày 29 tháng 4 năm 1836, Darwin bị ấn tượng bởi sự thịnh vượng của thuộc địa Anh này từng nằm dưới sự cai trị của Pháp. Ông tham quan hòn đảo, xem xét các ngọn núi lửa và các rạn san hô bao quanh nó. Chỉ huy đội khảo sát Lloyd cho ông lên con voi duy nhất trên đảo để đi xem một đồng bằng san hô trên cao.[139][145] Lúc đó, FitzRoy đang viết bài tường thuật chính thức về các chuyến đi của Beagle, và sau khi đọc nhật ký của Darwin, ông đề xuất đưa nó vào ghi chép, một gợi ý mà Darwin đã thảo luận với gia đình.[146]
Beagle đến Mũi Hảo vọng vào ngày 31 tháng 5. Tại Cape Town, Darwin nhận được một lá thư từ ngày 29 tháng 12 từ người chị gái Caroline nói rằng danh tiếng của ông đang lan rộng. Vào ngày 18 tháng 11 năm 1835, Sedgwick đọc các trích dẫn từ các ghi chú địa chất của Darwin cho Hiệp hội Địa chất Luân Đôn, và báo cáo trên tờ The Athenæum vào ngày 21 tháng 11. Vào ngày 25 tháng 12, cha của họ nhận được một lá thư từ Henslow nói rằng Darwin sẽ trở thành một trong những nhà tự nhiên học hàng đầu thời bấy giờ, và gửi kèm một số bản sao của cuốn sách trích các bức thư của Darwin về địa chất Nam Mỹ đã được in để phát hành riêng. Cha của họ "đã không rời khỏi chỗ ngồi của mình cho đến khi ông ấy đọc xong từng chữ trong cuốn sách của cậu và ông ấy đã rất hài lòng - ông ấy rất thích cách khiêm tốn rành mạch mà cậu cung cấp thông tin của mình".[147][148] Darwin rất ngạc nhiên vì những lời nói bất cẩn của mình đã được in ra, nhưng thôi thì đành kệ.[149] Ông đã khám phá địa chất của khu vực, đưa ra kết luận về sự hình thành đá phiến và việc phun các vỉa đá granit thành chất lỏng khác với ý tưởng của Lyell và Sedgwick. Nhà động vật học Andrew Smith cho ông xem các thành hệ, và thảo luận về các loài động vật lớn sống trên thảm thực vật thưa thớt, chứng tỏ việc thiếu cây cối um tùm không giải thích được sự tuyệt chủng của các sinh vật khổng lồ ở Nam Mỹ.[150]
Khoảng ngày 15 tháng 6, Darwin và FitzRoy đã đến thăm nhà thiên văn học nổi tiếng Ngài John Herschel. Trong nhật ký, Darwin gọi đây là "sự kiện đáng nhớ nhất mà trong một thời gian dài, tôi đã có may mắn được tận hưởng." Niềm đam mê khoa học của ông được khuấy động tại Cambridge khi đọc cuốn sách của Herschel về triết học khoa học, cuốn sách đã định hướng cho lý thuyết của ông trong chuyến đi.[150] Cuộc thảo luận của họ không được ghi lại, nhưng vài tháng trước đó, vào ngày 20 tháng 2 năm 1836, Herschel đã viết thư cho Lyell ca ngợi cuốn Nguyên tắc địa chất của ông như một công trình sẽ mang lại "một cuộc cách mạng trong chủ đề [của nó], bằng cách thay đổi hoàn toàn quan điểm từ nay về sau phải được suy ngẫm" và mở ra một hướng suy đoán táo bạo về "bí ẩn của những bí ẩn, sự thay thế các loài đã tuyệt chủng bởi những loài khác." Bản thân Herschel cho rằng thảm họa tuyệt chủng và đổi mới (thuyết thảm họa) là "một quan niệm không đầy đủ về Đấng Tạo Hóa", và bằng cách tương tự với các định luật khác "sự khởi nguồn của các loài mới, có khi nào nó xuất hiện dưới sự nhận thức của chúng ta, sẽ được coi là tự nhiên trái ngược với điều kỳ diệu quy trình".[151]
Vào ngày 8 tháng 7, họ dừng chân ở St. Helena trong sáu ngày. Darwin thuê phòng trọ gần lăng mộ của Napoléon, và khi viết thư cho Henslow yêu cầu được đề xuất cho Hiệp hội Địa chất, ông đã đề cập đến những nghi ngờ của mình "khác với hầu hết các đảo núi lửa. Cấu trúc của nó khá phức tạp. Có vẻ kỳ lạ, trung tâm nhỏ bé này của một sự sáng tạo khác biệt này, theo như người ta tưởng, lại có dấu vết của sự nâng lên gần đây,"[150][153] Với người dẫn đường, ông lang thang trên đảo, nhận thấy các địa tầng dốc phức tạp cho thấy các đường đứt gãy, xen kẽ với các đê núi lửa. Ông xem xét những thềm cao trên ngọn đồi cho thấy St. Helena đã trồi lên từ đại dương trong thời gian gần đây. Ông lưu ý rằng đất rừng đã bị phá hủy bởi dê và lợn, những loài đã chạy hoang dã kể từ khi du nhập vào năm 1502, [154] và thảm thực vật bản địa chỉ chiếm ưu thế trên các rặng núi dốc cao, đã bị thay thế bởi các loài nhập nội. [155]
Vào giai đoạn này, Darwin rất quan tâm đến địa lý sinh học của hòn đảo, và mô tả của ông về St Helena như "một trung tâm nhỏ của sự sáng tạo" trong nhật ký địa chất của ông phản ánh suy đoán của Charles Lyell trong Tập 2 của Nguyên tắc Địa chất rằng hòn đảo sẽ hoạt động như một "tập trung của lực lượng sáng tạo".[150] Sau đó, ông có nhớ lại rằng mình vẫn tin sự vĩnh cửu của các loài, nhưng "theo như tôi có thể nhớ, những nghi ngờ mơ hồ thỉnh thoảng hiện lên trong đầu tôi".[156] Khi còn đang hoàn thiện Ornithological Notes của ông giữa tháng 6 và tháng 8,[157] Darwin đã mở rộng các ghi chú ban đầu về loài chim nhại Galapagos Mimus thenca.[22]
Beagle đến Đảo Ascension vào ngày 19 tháng 7 năm 1836, và Darwin rất vui khi nhận được thư từ các chị gái của mình với tin tức rằng Sedgwick đã viết "Anh ấy đang làm việc rất đáng ngưỡng mộ ở Nam Mỹ, và đã gửi về nhà một Bộ sưu tập rất đáng khen ngợi.— Điều tuyệt vời nhất trên đời đối với anh ấy là đã đi đây đi đó trong Chuyến du hành khám phá— Có một số rủi ro sẽ khiến anh ấy trở thành một người đàn ông nhàn rỗi: nhưng tính cách của anh ấy bây giờ sẽ được sửa đổi và nếu Chúa cầu phúc cho anh ấy, anh ấy sẽ thành người nổi tiếng theo chủ nghĩa Tự nhiên của Châu Âu."[161] Darwin sau này nhớ lại cách ông "leo qua những ngọn núi ... với một bước chân nhảy vọt và khiến những tảng đá núi lửa vang lên dưới cây búa địa chất của tôi!"[162] Ông đồng ý với câu tục ngữ của dân đảo St. Helena rằng "Chúng tôi biết mình đang sống trên một tảng đá, nhưng những người đáng thương ở Ascension sống trên một cục than xỉ", và ông có để ý những khó khăn trong việc bảo quản "những ngôi nhà, khu vườn và cánh đồng đặt gần đỉnh núi trung tâm".[163] (Vào những năm 1840, Darwin đã từng làm việc với Hooker, người đề xuất vào năm 1847 rằng Hải quân Hoàng gia Anh nên nhập khẩu các loài cây, một dự án bắt đầu từ năm 1850 dẫn đến việc tạo ra một khu rừng mây nhân tạo trên đỉnh Núi Xanh.[164])
Vào ngày 23 tháng 7, họ lại lên đường với mong muốn về đến nhà, nhưng FitzRoy muốn đảm bảo độ chính xác của các phép đo kinh độ của mình nên lái con tàu vượt Đại Tây Dương trở lại Bahia ở Brazil để kiểm tra các kết quả đo. Darwin rất vui khi được nhìn thấy vẻ đẹp của khu rừng lần cuối, nhưng giờ đây ông so sánh nó với "những cây Xoài đẹp đẽ với những cây Hạt dẻ ngựa của nước Anh."[165] Chuyến trở về bị trì hoãn thêm 11 ngày khi thời tiết buộc Beagle phải trú ẩn ở Pernambuco, nơi Darwin đã kiểm tra địa chất để tìm dấu hiệu của sự nâng đất, ghi nhận "Rừng ngập mặn giống như cỏ có hạng" và nghiên cứu động vật không xương sống biển ở nhiều độ sâu khác nhau trên bãi cát. Beagle khởi hành về nhà vào ngày 17 tháng 8.[150] Sau khi vượt qua giông bão bao gồm cả điểm dừng tiếp tế tại Azores, tàu Beagle cập bến Anh vào ngày 2 tháng 10 năm 1836, và thả neo tại Falmouth, Cornwall.[166] Một tấm bảng kỷ niệm điểm trở về được đặt ở Falmouth.